# Кемеровская железная дорога
Ке́меровская желе́зная доро́га — железная дорога, существовавшая с 1 апреля 1979 года по 22 января 1997 года (управление — г. Кемерово).
Кемеровская железная дорога была образована Постановлением Совета Министров СССР № 1091 от 28 декабря 1978 года  в результате выделения из состава Западно-Сибирской железной дороги. Постановлением Правительства РФ № 1562 от 19 декабря 1996 года и Указанием Министерства путей сообщений РФ 9–РУ от 13 января 1997 года Кемеровская железная дорога с 22 января 1997 года была объединена с Западно-Сибирской железной дорогой и реорганизована в Кузбасское отделение (после административно-территориальной реформы РЖД 2010 года — региона) Западно-Сибирской железной дороги

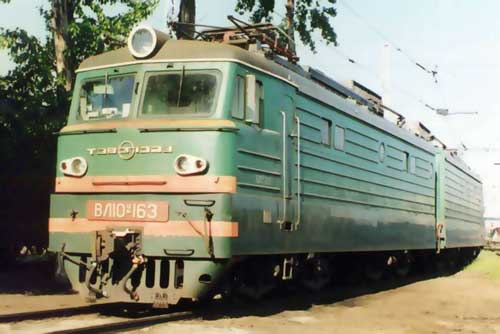
Электровоз ВЛ10^{у}−163

## Характеристика дороги
Дорога располагалась на территории Кемеровской и Томской областей, частично Новосибирской области. Управление дороги находилось в Кемерово. Эксплуатационная длина дороги на 1990 год составляла около 2000 км, в том числе линия от Белого Яра до Таштагола — 1015 км. В состав дороги входили 3 отделения: Тайгинское, Беловское и Новокузнецкое. Наиболее крупные узлы дороги: Томск, Тайга, Юрга, Топки, Кемерово, Ленинск-Кузнецкий, Белово, Артышта, Новокузнецк. Около 80 % от общей протяжённости дороги было электрифицировано. Электровозами выполнялось 97 % перевозочной работы. На дороге использовались электровозы ВЛ10 и ВЛ10у.
Дорога, являлась важнейшей транзитной магистралью, обслуживала крупнейшие угольные разрезы, рудники и шахты Кузбасса, металлургические обогатительные фабрики, предприятия химической и машиностроительной промышленности, стройиндустрии, мощные тепловые электростанции.
В состав Кемеровской железной дороги входили следующие основные участки: главный сибирский ход Болотная — Тайга — Мариинск; линии, обслуживавшие угольные и другие промышленные районы Кузбасса: Тогучин — Проектная — Новокузнецк — Таштагол, Юрга — Топки — Проектная и отходящая от неё линия Топки — Кемерово — Барзас — Анжерская; участок среднесибирского хода Артышта — Новокузнецк — Междуреченск; Томская ветвь Тайга — Томск — Асино — Белый Яр.
Из центра и южных районов Кузбасса дорога имела выход на Абакан, Новосибирск и Барнаул. Протяжённость широтного направления дороги от Тогучина через Белово и Новокузнецк до Междуреченска — 400 км.

## История строительства и электрификации участков дороги
В 1895-1897 была построена часть Трансиба, входившая в состав Кемеровской железной дороги.
Один из наиболее старых по сроку постройки является Кольчугинская линия (построена Копикузом между станциями Юрга и Кузнецком-Сибирским. Эта дорога начата была в 1913 году, продлена до станции Усяты в 1925 году.
В 1917 году начата постройка линии Кузнецк — Тельбес, в 20-е XX века эта линия была достроена. В 30-е XX века проложены участки Новосибирск — Ленинск, Кузнецк — Темиртау и вторые пути на участке Проектное — Усяты, а также начато сооружение линии Мундыбаш — Таштагол (сдана в эксплуатацию в 1941 году); введена в строй ветка Кемерово — Барзас.
В 1937 году был электрифицирован первый в железнодорожный участок Белово — Новокузнецк.
В 1952 году вступила в строй линия Артышта — Алтайская. В 1958 электрифицирован участок Тайга — Болотная. В 50-е XX века сдана в эксплуатацию линия Новокузнецк — Абакан, а также продолжалась электрификация наиболее грузонапряжённых линий, завершившаяся введением электротяги на участке Тайга — Мариинск. С. В 60-е XX века проложены пути к новым месторождениям полезных ископаемых, продолжалась электрификация участков дороги.
В 1964 году начато сооружение самого большого тоннеля в регионе на линии Артышта — Подобас (Томусинский тоннель), давшей прямой выход на среднесибирский ход. Новый выход на Транссиб дорога получила в 1986, когда был введён в эксплуатацию участок Барзас — Анжерская, сокративший почти на 300 км путь угольным составам из Кемеровского и Берёзовского рудников.

### Нереализованные проекты
- Кузедеево-Бийск
- Кемерово-Крапивинская ГЭС- Белогорск-Хакасия
- Мереть - Среднесибирская (Инголь-Латыши-Крапивино-Мереть -Среднесибирская). По линии дороги построено автомобильное шоссе.
- Новокузнецк -станция Радугина (в бассейне Усы) (Усинское месторождение марганца)

### Характеристика
- построено линий в км 1979-1988 -57,5; 1989-1991 -1,2;
- построено вторых путей в км 1979-1989 87,9 ; 1989-1995 19,03;
- электрифицировано в км 1979-88 100,6 ;1989-1995 9,4;
- Отправлено грузов 1981-1985  1119 млн т, 1986-1990 1221 млн т

## Структура дороги
В состав дороги входили отделения:
- НОД-1 Тайгинское (Тайга)
- НОД-2 Беловское (Белово)
- НОД-3 Новокузнецкое (Новокузнецк)

Наиболее крупные узлы; Томск, Тайга, Юрга, Топки, Кемерово, Ленинск-Кузнецкий, Белово, Артышта, Новокузнецк, Междуреченск, Мариинск . В составе дороги более 100 предприятий и 163 линейные станции и разъезда, в т. ч. сортировочные ст. Тайга, Топки, Кемерово-Сортировочное, Новокузнецк-Сортировочный. Локомотивное хозяйство объединяет 6 основных и 3 оборотных депо. На дороге работает одно из старейших в стране локомотивных депо на ст. Тайга, построенное в 1897. 
Дистанции электроснабжения: Калтанская, Новокузнецкая, Прокопьевская, Беловская, Тайгинская, Томская, Кемеровская.

## Линии
- Юрга — Тайга — Анжеро-Судженск — Мариинск — Транссибирский участок
  - Тайга — Томск — Асино
- (Новосибирск) — Тогучин — Егозово (Ленинск-Кузнецкий район) — Белово
- Юрга — Топки — Ленинск-Кузнецкий — Белово — Артышта — Прокопьевск — Новокузнецк — Осинники — Калтан — Малиновка — Мундыбаш — Учулен — Тенеш — Чугунаш — Таштагол, от Новокузнецка Южно-Кузбасская ветка Западно-Сибирской железной дороги
  - Белово — Гурьевск
  - Учулен — Ахпун
  - Амзас- Алгаин
  - Таштагол — Шерегеш
  - Топки — Кемерово — Анжеро-Судженск
- (Барнаул) — Артышта — Ерунаково — Полосухино — Томусинская — Междуреченск
  - Полосухино — Островская — Топольники — Водная — Новокузнецк
  - Томусинская — Тайжина — Абагуровский — Новокузнецк-Восточный — Новокузнецк

## Начальники дороги
- Бутко, Валерий Николаевич (1979-1983)
- Вальков, Евгений Сергеевич (1983-1988)
- Тулеев, Аман Гумирович (1988-1990)
- Корячкин, Анатолий Михайлович (1990-1996)
- Старостенко, Владимир Иванович (1996-1997)

## Современное состояние
- Является территориальным управлением ЗСЖД.

Заместитель начальника Западно-Сибирской железной дороги по Кузбасскому территориальному управлению Чуркин Юрий Викторович